# 9th Prince
9th Prince est un rappeur américain. Il est l'un des membres fondateurs du groupe Killarmy, et le jeune frère de RZA. Son nom de scène s'inspire du film de kung-fu Shaolin Prince.

## Biographie
Terrance Hamlin, alias 9th Prince, se lance dans le rap au début des années 1990 en tant que membre fondateur du groupe Killarmy, affilié au groupe de hip-hop Wu-Tang Clan. À cette époque, Hamlin explique, lors d'une entrevue avec The Village Voice, que lui et son frère RZA notamment étaient : « les meilleurs rappeurs du coin ! Sans parler de Wu-Tang, j'appréciais Big Daddy Kane, Rakim et Kool G Rap, mais le Wu-Tang était le meilleur groupe du coin, à la base. » Jeune frère de RZA, Hamlin publie son premier album solo, intitulé Granddaddy Flow, en 2003. En 2008, il publie son deuxième album Prince of New York, une compilation composée de chansons inédites. Il fait participer Goose, William Cooper, Monster, et Freedom, Beretta 9, Islord, Tekitha, Tommy Whispers, Paradox, et Trife da God. 
À mi-2010, il publie un single extrait de son futur album, One Man Army, intitulé Summer Love au site HipHopDX. Le 12 octobre 2010, il publie One Man Army, son troisième album solo auquel contribuent son frère RZA et Kinetic de Killarmy (f/k/a Beretta 9) au label Babygrande Records. Le 5 mai 2014, il publie son dernier single, California en collaboration avec Ras Kass, qu'il annonce pour son futur album, Shaolin Prince,. En mai 2015, Hamin publie le single The Pugilist, le dernier issu de l'album Shaolin Prince.

## Discographie

### Album studio
- 2003 : Grandaddy Flow
- 2008 : Prince of New York
- 2010 : Revenge of the 9th Prince
- 2010 : One Man Army
- 2014 : Shaolin Prince

### Killarmy

#### Albums studio
- 1997 : Silent Weapons for Quiet Wars
- 1998 : Dirty Weaponry
- 2001 : Fear, Love & War
- 2011 : Greatest Hits

#### Singles
- 1995 : Swinging Swords
- 1996 : Camouflage Ninjas
- 1997 : Wu-Renegades
- 1998 : Red Dawn/Where I Rest at
- 1998 : The Cook Out/The Shoot Out (LP version)
- 2001 : Street Monopoly/Monster
- 2002 : Which Way You Going/Nonchalantly